# إبراهيم بن موسى الكاظم
إِبْرَاهِيمْ اَلَإْكِبَرٌ بْنْ مُوسَى بْنْ جَعْفَرْ بْنْ مُحَمَّدْ بْنْ عَلِي بْنْ الحُسَيْنْ بْنْ عَلِي بْنْ أَبِي طَالِبْ الهَاشِمِيِّ القرَشِيِّ، الابن الأكبر لموسى الكاظم، وأمه أم ولد تسمى نجيه، وهو شخصية مُبجلة عند الشيعة، ولد في المدينة المنورة سنة 146 هـ، كان في بغداد، وتوفّي فيها، ودفن هناك سنة 209 هـ بجوار والده.

## الإخوة إبراهيم
كان لموسى الكاظم ابنان مسميان بهذا الاسم احدهما أبراهيم الأكبر والاخر أبراهيم الاصغر. أما إبراهيم الاصغر فلم يعرف حاله، ولم يكن له أي نشاط سياسي، وهو من اجداد الرضي والمرتضى، وقبره خلف قبر الحسين بن علي بسته اذرع.

## سيطرته على مكة سنة 202 هـ 817 م
كان إبراهيم الأكبر في مكة حين خرج ابو السرايا في الكوفة سنة 199 هـ / 814 م وكان أبو السرايا قد بعث اليه بامر تقليده اليمن من محمد بن محمد بن زيد الذي دعا اليه أبو السرايا بعد وفاة ابن طباطبا. فتوجه إبراهيم نحو اليمن حتى قدم صعدة، فاجتمعت اليه بعض القبائل هناك وناصرته؛ فتوجه بهم إلى صنعاء" وكان الوالي العباسي على اليمن من المأمون هو اسحاق بن موسى بن عيسى العباسي الذي كان قد بلغه هروب عمه داود بن عيسى من مكة فسار في خطاه مفضلا عدم محاربة العلويين. فجمع عسكره وانصرف في الطريق النجدية لئلا يلتقي بابراهيم بن موسى حتى وصل مكة.
اما إبراهيم فتابع تقدمه نحو صنعاء واستطاع ان ينتزعها بعد وقعة مع من بقي من العباسيين في اليمن؛ حيث اوقع بهم مجزرة عظيمة؛ حتى لقب بالجزار. وخلال اقامة إبراهيم بن موسى في اليمن، كان الحجاز قد عاد تحت نفوذ العباسيين بعد انتصار الجيش العباسي وفشل حركة  الأفطس في مكة، فاراد إبراهيم مدن فوذه اليه. فكانت اولى محاولاته في موسم الحج سنة 200 هـ /815 م عندما وجه أحد أبناء عقيل بن ابي طالب على راس قوة عسكرية مع قافلة الحج اليمانية للسيطرة على مكة.
وفي طريقه علم العقيلي بوجود المعتصم بن هارون الرشيد في مكة التي قدمها حاجا وبصحبته عدد من القواد منهم حمدويه بن علي بن عيسى بن ما هان الذي ارسله الحسن بن سهل لمحاربة إبراهيم بن موسى في اليمن؛ وعيسى بن يزيد الجلودي وغيرهم.
فتخوف العقيلي من دخول مكة فعسكر في بستان عبد الله بن عامر على مشارف مكة وفي تلك الاثناء جاء ركب الحجاج العراقي؛ الذي يمثل الدولة العباسية، فهجم عليهم العقيلي واصحابه، ونهبوا ما في قافلتهم وفيها كسوة الكعبة، وتعرض الحجاج لاذى
كبير حتى قدموا مكة مذعورين، الامر الذي عظم على المعتصم بن الرشيد الذي هم بالخروج بنفسه لمقائلتهم لولا استكفاء عيسى بن يزيد الجلودي ذلك. فجهز الجلودي مئة من أبرز فرسانه وقادته، وخرج إليهم حتى باغتهم في بستان عبد الله بن عامر وظفر بهم. فأسر بعضهم وهرب الباقون. واسترد ما كان قد سلبوه من الحجاج ومنه كسوة الكعبة، الا ما هرب به منهم قبل ذلك بيوم. أما الاسرى فقد اخلى سبيلهم بعد ان ضرب كل واحد منهم عشرة اسواط، فرجعوا إلى اليمن وهلك اكثرهم في الطريق.
وبعد تلك الحادثة وانقضاء الموسم توجه القائد حمدويه بن علي إلى اليمن لمحاربة أبراهيم بن موسى فالتقيا في الكثير من الوقعات، حتى تمكن من اخراجه من اليمن. بيد ان أبراهيم بن موسى ظل يتردد بين القرى حول صنعاء حتى جاءه عهد من الخليفة المأمون بتوليته اليمن؛ وذلك لاستدارجه واخضاعه والقضاء على حركته.
ولما راى حمدويه بن علي العباسي ذلك حز في نفسه ولم يستجب لامر الخليفة المأمون وظل مستمرا في محاربة أبراهيم بن موسى حتى اخرجه نهائيا من اليمن. عندها ادرك إبراهيم بن موسى صعوبة بقائه في اليمن فتوجه باصحابه نحو مكة وكان واليها انذاك يزيد ابن محمد بن حنظلة المخزومي الذي سمع بقدوم إبراهيم بن موسى مقبلا من اليمن فجمع قواته على قلة عددها. وخندق على مكة وتهياً لقتال أبراهيم ابن موسى.
وكان يزيد قد استعان لخوض هذه الحرب ببعض ما كان في خزانة الكعبة من مال ونفائس ومنها سرير ولوح من فضة كان الخليفة المأمون قد بعثه مع بعض الهدايا إلى الكعبة، فارسل إلى الحجبة واخذ السرير وما عليه منهم وضربه دنانير ودراهم وقال «امير المؤمنين يخلفه لها»، فضلا عن اقراضه بعض المبالغ من الاعراب.
وبعد ان وصل أبراهيم بن موسى اشتبك مع يزيد بن محمد في معركة سهلة، قتل فيها الوالي العباسي يزيد بن محمد بن حنظلة وبعض اصحابه ودخل إبراهيم مكة وسيطر عليها. وما أن استقر في مكة راى ان من مصلحته الخضوع لسلطة الخلافة خاصة بعد القضاء على حركة ابي السرايا، فطلب الأمان من الخليفة المأمون، وكان الامام الرضا قد تشفع له عند المأمون فعفا هذا عنه.
وفي تلك الاثناء كانت الاحوال السياسية مضطربة في اغلب الاقاليم الإسلامية وخاصة العراق بسبب اتخاذ الخليفة المأمون الامام علي بن موسى الرضا ولياً للعهد بعد ان أشخصه من المدينة سنة 200 هـ / 815 م إلى مرو. فقد كان لهذه البيعة صدى واسع، ففي بغداد خلع اهلها الخليفة المأمون ونصبوا عمه ابراهيم بن المهدي خليفة ولقبوه المبارك. اما الكوفة فقد القسمت بين مؤيد ومعارض حتى وقعت الحرب بينهم إلى ان دخلها الحسن بن سهل فيما بعد واستتب الامر للخليفة المأمون.
وفي البصرة امتنع عاملها إسماعيل بن جعفر عن بيعة الرضا، فوجه اليه الخليفة المأمون عسكراً لمحاربته، فسلم إليهم من دون قتال ونفي إلى جرجان. وكان حمدويه في اليمن قد رفض البيعة بل تعدى ذلك إلى خلع المأمونا. أما في الحجاز فقد كتب الخليفة المأمون إلى والي المدينة بأمر البيعة؛ فاعلن ما طلبه منه الخليفة في خطبه قال فيها: «أيها الناس هذا الأمر الذي كنتم فيه ترغبون ... والعدل الذي كنتم تنتظرون ... والخير الذي كنتم ترجون ...».
اما إبراهيم بن موسى فقد استقامت له الامور بعد ذلك في مكة فوجه إليه الخليفة المأمون جيشا بقيادة عيسى بن يزيد الجلودي ومعه أمر البيعة بأن يدعوا إلى الخليفة المأمون ومن بعده إلى أخيه الرضا، فكان ذلك فرصة ذهبية لإبراهيم لكي يحصل على
رضا الخليفة. فخرج واستقبل الجلودي وبايع الناس لعلي الرضا بمكة ولبسوا الخضرة.
وعندما جاء الخليفة المأمون إلى بغداد بعد موت الرضا، طلب إبراهيم بن موسى إليه وولي مكانه عبيد الله بن الحسن العلوي، وبقي آمنا في ظله، حتى توفي سنة 210 هـ / 825 م مسموما ودفن أبراهيم في مقابر قريش عند قبر أبيه موسى الكاظم
في صحن الحرم الكاظمي.

## عقب إبراهيم بن موسى الكاظم
إبراهيم بن موسى الكاظم، فله من الأبناء المعقّبين ثلاثة:
- موسى الثاني الأصغر.
- جعفر.
- وإسماعيل.. وأكثر النسّابين أنكروا عقب إسماعيل هذا، وأثبته أبو إسماعيل الطباطبائي.

أمّا موسى الثاني الأصغر، فله من الأولاد المعقّبين بالاتّفاق تسعة:
أبو جعفر محمد الأعرج، كان من العلماء ببغداد. وأبو المحسن إبراهيم الثاني العسكري، وأحمد الأكبر، أبو محمّد عبد الله، وجعفر بالكوفة، أبو القاسم عبيدالله، وأبو عبد الله الحسين الأكبر، أبو الحسن عيسى، أبو الحسن علي الدينوري.